# Derby de Vérone
Le derby de Vérone est une rivalité de football en Italie qui oppose les deux principales équipes de la ville de Vérone : le Chievo Vérone, et le Hellas Vérone. Il peut aussi être appelé le Derby della Scala, en référence à la famille qui gouvernait la ville au XIVe siècle, ou bien le Derby dell'arena, en référence à l'arène située dans le centre de Vérone. 
Jusqu'à aujourd'hui, le derby n'a donné lieu qu'à dix-neuf rencontres entre les deux clubs, mais celui-ci reste pour autant l'un des plus célèbres, puisqu'il fait partie des seulement cinq "vrais derbys" en Italie, compte tenu qu'il se joue entre deux équipes d'une seule et même ville, comme c'est le cas à Milan, Rome, Turin et Gênes. Par huit fois il a été joué en Série B, contre dix fois en Série A. Toutes les rencontres se sont disputées au Stade Marcantonio-Bentegodi qui accueille les deux équipes à domicile.

## Historique
Les deux clubs se rencontrent pour la première fois le 10 décembre 1994, devant 30 000 spectateurs, et se solde sur le score de 1-1. En fait, la majorité des derbys se jouent dans les années 1990, mais les deux derniers sont les plus mythiques, car ils sont organisés pour la seule fois en Série A, ce qui permet donc à Vérone d'entrer en 2001 dans le cercle réduit des cinq villes qui ont deux clubs dans l'élite. Le Hellas Vérone s'impose à l'aller 3-2, mais s'incline au retour 2-1, malgré un but du jeune Adrian Mutu. Le bilan est en faveur de Chievo qui a gagné le derby 0-1 grâce à un but inscrit par Alberto Paloschi.  
| Rencontre | Date             | Equipes                       | Score            | Compétition    |
| --------- | ---------------- | ----------------------------- | ---------------- | -------------- |
| 1         | 10 décembre 1994 | Hellas Vérone - Chievo Vérone | 1-1              | Série B        |
| 2         | 7 mai 1995       | Chievo Vérone - Hellas Vérone | 3-1              | Série B        |
| 3         | 26 novembre 1995 | Chievo Vérone - Hellas Vérone | 1-2              | Série B        |
| 4         | 28 avril 1996    | Hellas Vérone - Chievo Vérone | 1-0              | Série B        |
| 5         | 11 octobre 1997  | Hellas Vérone - Chievo Vérone | 4-0              | Série B        |
| 6         | 15 mars 1998     | Chievo Vérone - Hellas Vérone | 2-0              | Série B        |
| 7         | 20 décembre 1998 | Hellas Vérone - Chievo Vérone | 0-0              | Série B        |
| 8         | 16 mai 1999      | Chievo Vérone - Hellas Vérone | 2-0              | Série B        |
| 9         | 18 novembre 2001 | Hellas Vérone - Chievo Vérone | 3-2              | Série A        |
| 10        | 24 mars 2002     | Chievo Vérone - Hellas Vérone | 2-1              | Série A        |
| 11        | 23 novembre 2013 | Hellas Vérone - Chievo Vérone | 0-1              | Série A        |
| 12        | 5 avril 2014     | Chievo Vérone - Hellas Vérone | 0-1              | Série A        |
| 13        | 21 décembre 2014 | Hellas Vérone - Chievo Vérone | 0-1              | Série A        |
| 14        | 10 mai 2015      | Chievo Vérone - Hellas Vérone | 2-2              | Série A        |
| 15        | 3 octobre 2015   | Chievo Vérone - Hellas Vérone | 1-1              | Série A        |
| 16        | 20 février 2016  | Hellas Vérone - Chievo Vérone | 3-1              | Série A        |
| 17        | 22 octobre 2017  | Chievo Vérone - Hellas Vérone | 3-2              | Série A        |
| 18        | 29 novembre 2017 | Chievo Vérone - Hellas Vérone | 1-1 (4-5 t.a.b.) | Coupe d'Italie |
| 19        | 10 mars 2018     | Hellas Vérone - Chievo Vérone | 1-0              | Série A        |

|                | Matchs joués | Victoires Hellas | Nuls | Victoires Chievo |
| Série A        | 10           | 4                | 2    | 4                |
| Série B        | 8            | 3                | 2    | 3                |
| Coupe d'Italie | 1            | 0                | 1    | 0                |
| Total          | 19           | 7                | 5    | 7                |

## Galerie

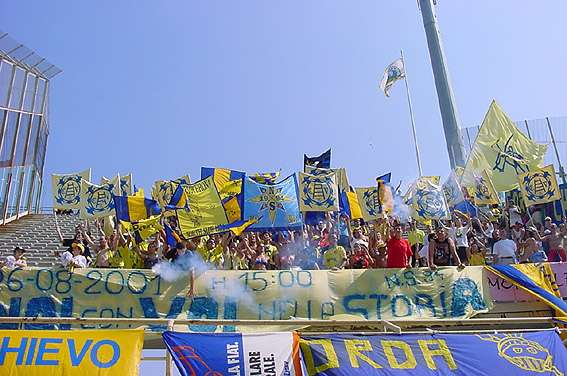
Tifosi du Chievo
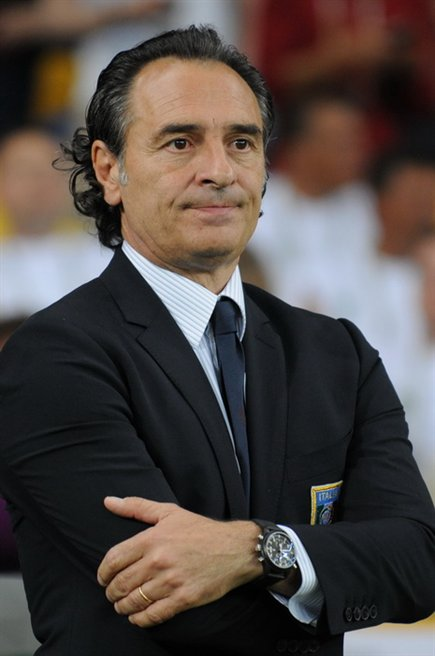
Cesare Prandelli a entraîné le Hellas Vérone